# Kim tự tháp Unas
Phức hợp kim tự tháp Unas là một khu phức hợp nằm ở nghĩa trang Saqqara, nằm ở phía nam kim tự tháp của Djoser. Đây là nơi yên nghỉ của pharaon Unas, vị vua cuối cùng của Vương triều thứ 5. Nó có tên gọi là Nefer Isut Unas, nghĩa là "Nơi ở đẹp đẽ của Unas".
Cao 43 mét và các cạnh dài 58 mét, kim tự tháp Unas ngày nay chỉ còn là một phế tích, nhìn ở xa không khác gì một gò đất nổi lên giữa lòng sa mạc, tương tự như kim tự tháp của Teti trong khu vực. Điều đặc biệt ở kim tự tháp này là lần đầu tiên, các văn tự được khắc đầy trên những bức tường của các căn phòng bên dưới lòng đất.

## Lịch sử khảo cổ

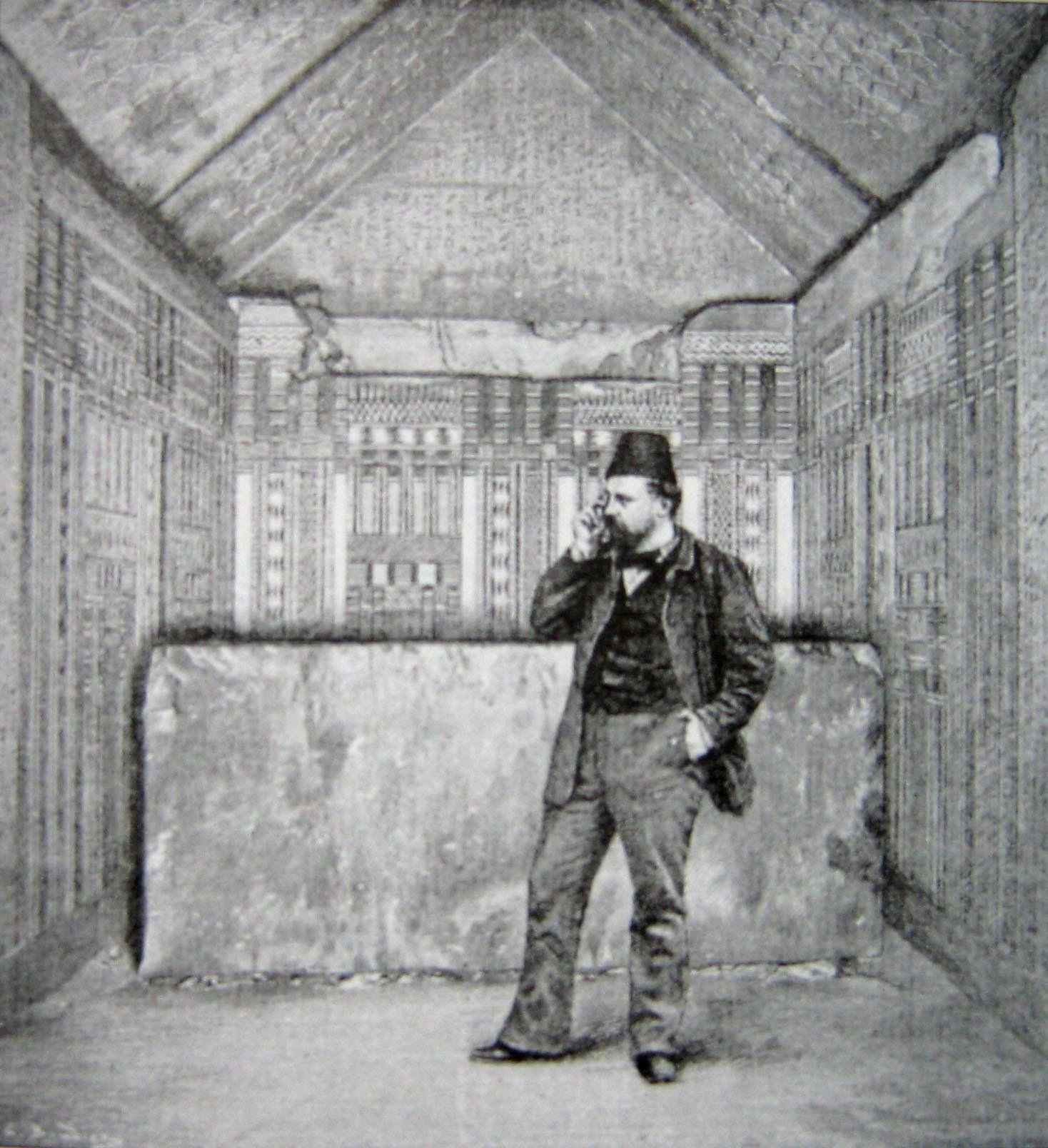
Phòng chôn cất của kim tự tháp Unas được Gaston Maspero phát hiện năm 1881

Kim tự tháp của Unas không được John Shae Perring chú ý đến nhiều và không lâu sau đó, Karl Richard Lepsius đã đánh số thứ tự 35 cho nó trong danh sách kim tự tháp của ông.
Năm 1881, Ludwig Borchardt tìm thấy nhiều phần của các văn tự bên trong kim tự tháp của Pepi I và Merenre, vì thế ông đã quyết định tái nghiên cứu lại kim tự tháp của vua Unas. Cuộc khảo sát này kéo dài tới năm 1901, Borchardt cũng tìm ra được ngôi đền tang lễ cũng như nhiều cấu trúc khác của phức hợp.
Cecil Mallaby Firth tiếp tục cuộc nghiên cứu vào năm 1929, nhưng 2 năm sau ông đột ngột qua đời, cuộc nghiên cứu bị gác lại. Công việc của Firth được tiếp tục bởi các nhà khảo cổ khác, và kéo dài đến tận năm 1949. Vào những năm 1970, Ahmad Musa đã khai quật những con đường đắp cao và ngôi đền thung lũng.

## Phức hợp kim tự tháp

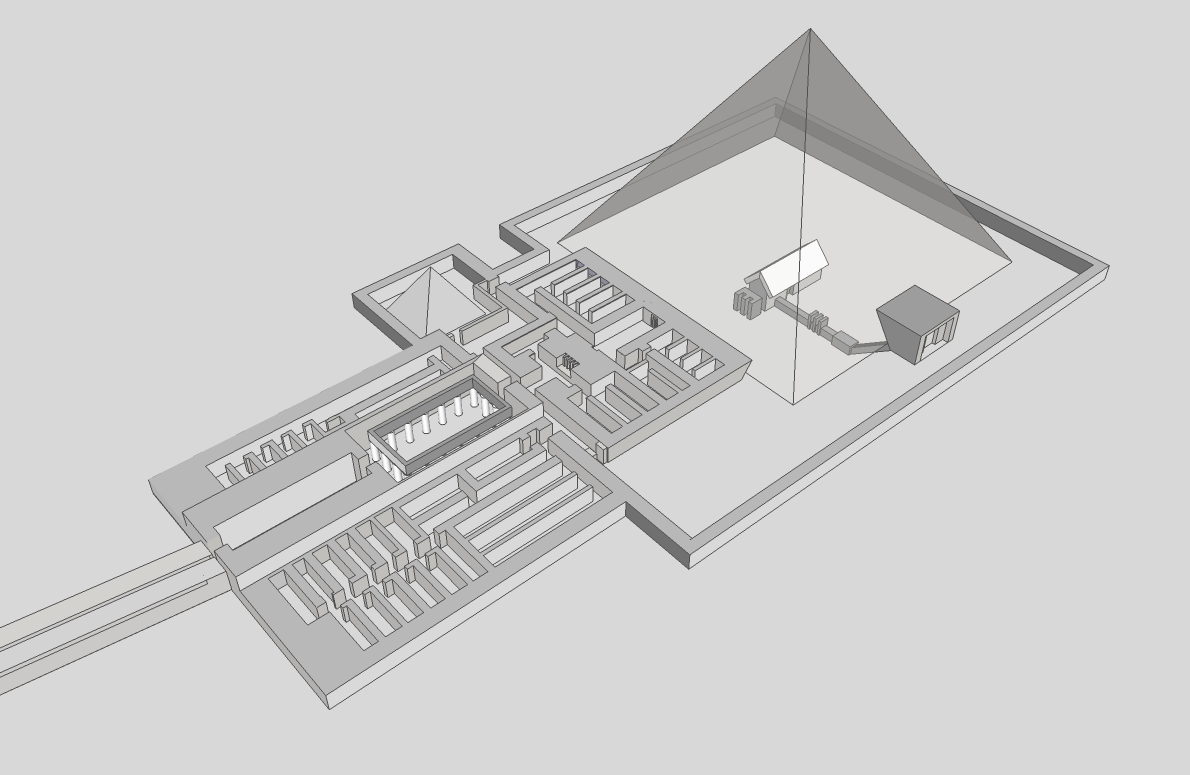
Mô hình 3D mô tả khu phức hợp của Unas

Đoạn đường đắp cao dẫn vào kim tự tháp không thẳng, phải uốn khúc 2 lần để tránh những nơi không bằng phẳng hay các công trình khác. Thực tế, vật liệu để xây dựng con đường này là những khối đá lấy từ những công trình khác, hầu hết trong số đá này được lấy từ mộ của "Hai người anh em", Niankhkhnum và Khnumhotep. Những phù điêu được trang trí dọc theo 2 bên bờ tường của con đường, mô tả những con người đang đi săn sư tử, báo và hươu cao cổ; những cảnh chiến tranh với những người châu Á và những con thuyền chở các tù binh, đặc biệt những cảnh khắc về nạn đói tại vương quốc Ai Cập bấy giờ.
Băng qua cánh cổng bằng đá granite hồng có mang tên vua Teti, một tiền sảnh lát thạch cao được mở ra. Tiền sảnh này dẫn tới một khoảng sân rộng, bên trong có 18 trụ cột bằng đá granite hồng mang hình dáng của cây cọ. Những cây cột này không còn nữa, nhưng chúng lại được tái sử dụng ở Tanis và một số nằm trong Bảo tàng Louvre và Bảo tàng Anh. Dọc hai bên tiền sảnh và khoảng sân là những căn phòng phụ. Thời kỳ Hậu nguyên, nhiều ngôi mộ được chôn cất tại đây. Phía đông nam của kim tự tháp chính là một kim tự tháp vệ tinh, bên trong khu đền thờ là một nhà nguyện, ngày nay chỉ còn là một đống đá vụn.
Nhà nguyện phía bắc dẫn vào kim tự tháp chính cũng đã không còn. Dấu tích của một bệ thờ hình chữ nhật vẫn còn, phía sau đó là một tấm bia. Cũng như những kim tự tháp khác, hành lang lối vào dẫn xuống một phòng ngoài và thông với phòng chôn cất chính. Tất cả cấu trúc bên dưới kim tự tháp đều được trang trí với những ngôi sao vàng điểm trên nền sơn màu xanh dương. Tường phía tây được phủ thạch cao, được sơn 5 màu trắng, đen, vàng, xanh dương, đỏ - 5 màu của hoàng gia.
Ở cả hai phòng, những văn tự được khắc chi chít trên tường trừ bức tường phía tây phòng mộ chính. Đó là những câu thần chú phép thuật dành để khắc trên kim tự tháp. Rất ít thứ được tìm thấy trong kim tự tháp của Unas: một cái rương đựng các bình chứa nội tạng ở góc bên phải quan tài. Nhiều phần xác ướp của ông nằm rải rác dưới nền cùng hai con dao nhỏ để thực hiện nghi lễ Mở miệng người chết.

## Hình ảnh
- Một phần đoạn đường được đắp cao của khu phức hợp
- Cột đá hình cây cọ (Bảo tàng Louvre)
- Phòng mộ của vua Unas